# Mata Mourisca
Mata Mourisca is een plaats (freguesia) in de Portugese gemeente Pombal en telt 1 942 inwoners (2001).